# Parafia św. Stanisława w Jaśle
Parafia św. Stanisława w Jaśle – parafia rzymskokatolicka znajdująca się w diecezji rzeszowskiej, w dekanacie jasielskim wschodnim.
Parafia została erygowana 1 czerwca 1971 roku przez biskupa Ignacego Tokarczuka poprzez wydzielenie z parafii farnej.
Kościół parafialny jest dawnym kościołem gimnazjalnym zbudowanym w latach 1892–1893 z cegły, jednonawowym. W czasie II wojny światowej został spalony. Odbudowę zakończono w 1949 roku. Od 1950 świątynia służyła jako kościół filialny. 
W 1976 zamontowano organy piszczałkowe liczące 14 głosów. W 1979 został odlany dzwon dla kościoła.
W roku 2014 dokonano remontu dachu i rekonstrukcji wieżyczki z sygnaturką.
W roku 2018 rozpoczęto remont generalny elewacji kościoła, który ma trwać do 31 grudnia 2020. Od 5 sierpnia 2023 proboszczem parafii jest ks. Dariusz Weryński. 